# 完備ブール代数
数学において、完備ブール代数（かんびブールだいすう、Complete Boolean algebra）はブール代数であって、全ての部分集合が上限 (最小の上界)を持つもののことである。完備ブール代数は集合論の強制法の理論におけるブール値モデルを構成するのに用いられる。どんなブール代数 A も本質的に一意的な完備化を持ち、それは A を含む完備ブール代数であって全ての元が A のある部分集合の上限であるものである。半順序集合として、この A の完備化はデデキント–マクニール完備化である。
もっと一般に、κ を基数とするときにブール代数が κ-完備 であるとは濃度 κ 未満の全ての集合が上限を持つことを言う。

## 例

### 完備ブール代数
- 有限なブール代数は完備である。
- 与えられた集合の冪集合が構成する集合代数は完備ブール代数である。
- 任意の位相空間における正則開集合全体は完備ブール代数をなす。この例は特に重要で、いかなる強制半順序も位相空間とみなせるからである (その位相の開基は任意の要素に対するそれ以下の要素全てからなる集合の形をしているもの全てから構成される)。そこで対応する正則開集合代数はブール値モデルを構成するのに用いられ、そのモデルは与えられた強制半順序のジェネリック拡大と同値なものである。
- σ-有限な測度空間における可測集合全体の、零集合を法とした代数は完備ブール代数である。この測度を単位区間上でルベーグ可測集合の σ-代数で考えるとき、このブール代数はランダム代数と呼ばれる。
- 可算な開基を持つ位相空間のベール集合全体の、痩集合を法とした代数は完備ブール代数である。この位相空間を実数全体の空間で考えるとき、これはしばしばカントール代数と呼ばれる。

### 完備でないブール代数
- 一つの無限集合の部分集合のうち、有限か補有限である集合全体はブール代数であるが完備でない。
- 測度空間の可測集合全体は ℵ1-完備であるが、通常は完備ではない。
- P(ω) すなわち自然数全体がなすブール代数を考え、それを有限部分集合全体がなすイデアル Fin で割ったものは完備でないブール代数である。P(ω)/Fin で表されるこのオブジェクトは、自然数の集合に対称差が有限であるという同値関係を考えたときのその同値類全体からなる集合である。ブール演算もそれに準じて定められる、例えば、A と B が P(ω)/Fin の同値類であるときに、{\displaystyle A\land B} は{\displaystyle a\cap b}の同値類である、ここで a と b はそれぞれ A と B のある（どれを選んでもよい）元である。

a0, a1, … を全て互いに交わらない自然数の無限集合とする、A0, A1, … をそれぞれそれらに対応する P(ω)/Fin の同値類とする。このとき、A0, A1, … に対する P(ω)/Fin 内での任意の上界 X に対して、さらに小さい上界を見つけることができる、というのも X の代表元から各 an にも属する元を一つずつ除去したものがそうなるからである。これによって An の列に上限は存在しない。

## 完備ブール代数の性質
- 完備ブール代数のいかなる部分集合も、定義によって上限を持つが、このことから同様に下限 (最大下界)ももつことが分かる。
- 完備ブール代数について、両方の無限分配法則が成り立つことは、この代数がある集合の冪集合のなす代数と同型であることと同値である。[要出典]
- 完備ブール代数に対しては無限ド・モルガンの法則が成り立つ。
- ブール代数が完備であるのはそれに対応する素イデアルのストーン空間がextremally disconnectedであることと同値である。
- シコルスキの拡張定理は A がブール代数 B の部分代数であるとき、A から完備ブール代数 C への準同型写像は B から C への準同型写像に必ず拡張できるという定理である。

## ブール代数の完備化
ブール代数の完備化は同値ないくつかの異なる手法が知られている:
- A の完備化とは、A が稠密部分集合になっている (同型を除いて) 一意的な完備ブール代数 B である; すなわち、B の0でない元に対してそれより小さく0でない A の元が存在する。*A の完備化とは、A を含んでいる完備ブール代数 B で B のいかなる元も A のある部分集合の上限となっているものである。これは (同型を除いて) 一意的な完備ブール代数である。

ブール代数 A の完備化はいくつかの方法で構成できる:
- 完備化は A の素イデアルのストーン空間の正則開集合がなすブール代数である。A の各元 x は x を含まない素イデアルによる開集合に対応する(これは開かつ閉であり、よって正則である)。
- 完備化は A の正則な切断全体がなすブール代数である。ここで 切断 は A+ (A の0以外の元全体) の部分集合 U であって、q が U の元で p ≤ q であるなら p も U の元であるようなものをいい、 正則 であるとは U の元でない任意の p に対して U が ≤ r である元を持たないような r ≤ p が存在すること。A の各元 p は ≤ p である元がなす切断に対応している。

A が距離空間であって B がその完備化であるとき、A から完備距離空間 C への等長写像は B から C への一意的な等長写像へ拡張できる。完備ブール代数においてはそれと同様のことが成立するわけではない: ブール代数 A から完備ブール代数 C への準同型写像は A の完備化 B から C への(上限を保つ) 完備ブール代数としての準同型写像に拡張できるとは限らない。(シコルスキの拡張定理により、B から C へのブール準同型に拡張できるが、それは一般には完備ブール代数としての準同型ではない; すなわち、上限を保つとは限らないということである)